# Буков До
Буков До је насељено место у Босни и Херцеговини у општини Олово у Зеничко-добојском кантону које административно припада Федерацији Босне и Херцеговине. Према последњем попису становништва из 2013. у насељу је живелo 116 становника.

## Географија
Насеље се налази на надморској висини од 1.020 метара, површине 4 km², са густином насељености 29 становника по km².

## Становништво
| Националност | 1971.        | 1981.        | 1991.        | 2013.        |
| Муслимани*   | 184 (100,0%) | 187 (100,0%) | 160 (100,0%) |              |
| Укупно       | 184 (100,0%) | 187 (100,0%) | 160 (100,0%) | 116 (100,0%) |

- Муслимани се данас углавном изјашњавају као Бошњаци.